# Andamanen-Grüntaube
Die Andamanen-Grüntaube (Treron pompadora), auch Graustirn-Grüntaube, Pompadur-Grüntaube, Pompadourtaube  oder auch Ceylongrüntaube genannt, ist eine Art der Taubenvögel. Sie kommt in mehreren Unterarten in Südostasien vor. Die meisten Unterarten sind Inselformen mit einem sehr kleinen Verbreitungsgebiet.

## Erscheinungsbild
Die Andamanen-Grüntaube erreicht je nach Unterart eine Körpergröße zwischen 24 und 30 Zentimetern. Der Körperbau ist verhältnismäßig plump, der Schwanz ist kurz. Es besteht ein auffälliger Geschlechtsdimorphismus, so dass Männchen und Weibchen auch bei Feldbeobachtungen unterschieden werden können.
Das Männchen der Andamanen-Grüntaube hat einen leuchtend gelbgrünen Vorderkopf und eine ebenso gefärbte Kehle. Auf dem Oberkopf geht die Gefiederfärbung in ein Blaugrau über. Die Brust und der Bauch sind blassgrün. Die Schultern und der Mantel sind dunkel rotbraun mit einem purpurfarbenen Schimmer. Der Schnabel ist an der Basis grün und an der Spitze blassgrau bis blaugrau. Die Iris ist von einem roten, unbefiederten Augenring umgeben. Der Innenring ist bläulich. Die Füße und Beine sind rötlich. Die Weibchen unterscheiden sich von den Männchen, da ihnen das dunkel rotbraune Gefieder fehlt. Bei ihnen sind Schultern und Mantel olivgrün.

## Verbreitung und Verhalten
Das Verbreitungsgebiet der Andamanen-Grüntaube ist sehr groß und reicht vom Westen Indiens bis nach Thailand, Vietnam, den philippinischen Inseln, dem Sulu-Archipel sowie die Nikobaren und Andamanen. Andamanen-Tauben sind Flachlandbewohner, die sowohl Wald als auch baumbestandenes Kulturland besiedeln. Es sind baumbewohnende Arten, die nur selten auf den Boden kommen. Sie ernähren sich überwiegend von Früchten und Beeren. Wie bei vielen Grüntauben spielen Wildfeigen eine große Rolle im Nahrungsspektrum dieser Taubenart. 
Das Nest wird in Bäumen oder Sträuchern errichtet. Das Gelege umfasst zwei Eier.

## Belege